# James Patterson
James Patterson, född 22 mars 1947 i Newburgh, New York, är en amerikansk författare. Patterson har skrivit romaner sedan 1970-talet. Under 1990-talet slutade han sitt arbete inom reklambranschen för att helt koncentrera sig på sin författarkarriär. Vid denna tid började han skriva böckerna om rättspsykologen Alex Cross, som har vunnit stor popularitet. Han har även startat romanserien "Women's Murder Club" och en fantasyromanserie för ungdomar, "Maximum Ride".
Under 2000-talet har han skrivit många böcker tillsammans med andra författare, däribland Andrew Gross, Maxine Paetro och Howard Roughan. Detta har han fått kritik för och för att medförfattarna, enligt avtal med Patterson, inte ska berätta hur deras samarbete går till eller hur involverad Patterson är i böckerna.
I januari 2010 utkom han med boken Postcard Killers som han skrivit tillsammans med Liza Marklund.

## Böcker på svenska
- 1987 - Svart fredag ISBN 91-7738-149-1
- 1990 - Midnattsklubben ISBN 91-7024-627-0
- 1993 - Och spindeln kom ISBN 91-7119-396-0 (finns även med titeln I spindelns nät)
- 1997 - Svarta änkan i Bedford ISBN 91-7133-271-5
- 1998 - Miraklet på 17:e greenen ISBN 91-37-11220-1
- 1998 - Och han älskade dem alla ISBN 91-7119-872-5
- 2000 - Jack & Jill ISBN 91-7133-619-2
- 2002 - När råttan jagar katten ISBN 91-7133-691-5
- 2003 - Den 1:a att dö ISBN 91-518-4151-7 (Den första boken med polisinspektören Lindsay Boxer vid San Franciscopolisen och hennes vänner i Mordklubben)
- 2005 - Smekmånad ISBN 91-518-4457-5
- 2006 - En 2:a chans ISBN 91-518-4337-4 (Den andra boken med polisinspektören Lindsay Boxer)
- 2006 - 3:e graden ISBN 91-518-4564-4 och ISBN 978-91-518-4564-7 (Den tredje boken med polisinspektören Lindsay Boxer)
- 2007 - 4:e julimorden (Den fjärde boken med polisinspektören Lindsay Boxer)
- 2010 - Postcard killers ISBN 9164202933 (Om journalisten Dessie Larsson)
- 2010 - Bikini
- 2010 - Dubbelspel
- 2012 - Livräddare
- 2017 - Jagad
- 2017 - Gisslan
- 2017 - Stöld
- 2017 - Korseld
- 2017 - Dödligt motstånd
- 2018 - Presidenten är försvunnen (Mondial förlag)
- 2021 - Presidentens dotter (Mondial förlag)